# Pampas de Hospital
Pampas de Hospital es una villa peruana, capital del distrito homónimo, perteneciente a la provincia y el departamento de Tumbes, al norte del Perú. 

## Ubicación
Pampas de Hospital se ubica al norte de la provincia de Tumbes, en el distrito de Pampas de Hospital, en el departamento de Tumbes.

## Demografía
En 2017 Pampas de Hospital tenía una población de 2648 habitantes.
| Gráfica de evolución demográfica de Pampas de Hospital entre 1993 y 2017 |
|                                                                          |
| Fuentes: Población 1993 y 2017                                           |